# Oblężenie Widynia
Oblężenie Widynia – bitwa w czasie II wojny bałkańskiej, stoczona w dniach 25–31 lipca 1913 roku, pomiędzy armią bułgarską a atakującymi jednostkami serbskimi.

## Przyczyny konfliktu
W dniach 5-8 lipca 1913 1 armia bułgarska prowadziła działania ofensywne w dolinie rzeki Timok, ale przystąpienie Rumunii do II wojny bałkańskiej i niepowodzenia w walce z Grekami skłoniły dowództwo bułgarskie do skierowania większych sił na obszar Macedonii. Atak rumuński spowodował, że doszło do buntu żołnierskiego w bułgarskiej 9 dywizji piechoty, stacjonującej w rejonie miasta Ferdinand. Większość zbuntowanych żołnierzy trafiła do niewoli rumuńskiej. Wykorzystując sytuację i osłabienie obrony bułgarskiej w rejonie Bełogradczik-Widyń, armia serbska przeszła do natarcia, z zamiarem opanowania Widynia. 21 lipca oddziały 1 dywizji timockiej rozbiły bułgarską obronę Bełogradczika, otwierając drogę na Widyń. W pobliżu wsi Biela Rada doszło do pierwszego starcia czołowych oddziałów serbskich z częścią garnizonu widyńskiego.

## Przebieg bitwy
25 lipca czołowe oddziały 16 i 21 batalionu dywizji timockiej, pod dowództwem płk Vukomana Aračicia zajęły pozycje wokół Widynia. Serbowie pojawili się z trzech kierunków - od południa, północy i wschodu. Miasta broniło 1200 żołnierzy frontowych i ok. 3000 ochotników, mając do dyspozycji 52 działa, w większości przestarzałe i z niewielką ilością amunicji. Dowódcą obrony był gen. Krystio Marinow.
27 lipca Serbowie rozpoczęli artyleryjski ostrzał miasta i twierdzy go otaczającej. Trzydniowy ostrzał był nieefektywny i nie spowodował większych strat ani wśród żołnierzy ani wśród ludności cywilnej.
30 lipca, po przygotowaniu artyleryjskim serbska piechota zaatakowała zachodni sektor obrony (między Nowoselci i Smyrdan). Kolejne dwa natarcia zostały odparte, przy wykorzystaniu przez obrońców artylerii i broni maszynowej. Zalanie wodą przedpola południowego odcinka obrony pozwoliło obrońcom na przesunięcie części sił na główny kierunek natarcia serbskiego. 31 lipca Serbowie podjęli kolejną próbę zdobycia miasta, tym razem atakując od północy. Atak został odparty, a do kontrataku ruszyli ochotnicy z Ruse, walczący w obronie Widynia. Kiedy do Widynia dotarły informacje o podpisaniu pokoju bukaresztańskiego, kończącego II wojnę bałkańską obie strony przerwały ogień, a oddziały serbskie rozpoczęły odwrót.